# Lew Nikolajewitsch Lipatow
Lew Nikolajewitsch Lipatow (russisch Лев Николаевич Липатов, wiss. Transliteration Lev Nikolaevič Lipatov; * 2. Mai 1940 in Leningrad; † 4. September 2017 in Dubna) war ein russischer theoretischer Physiker.
Lipatow war ein Schüler und enger Mitarbeiter von Wladimir Naumowitsch Gribow in Sankt Petersburg. Er war Direktor der Theorie-Abteilung des Instituts für Kernphysik in Sankt Petersburg (PNPI im Stadtteil Gattschina). Er war u. a. zu Gastaufenthalten am DESY.
Lipatow war unter anderem für die nach ihm, Dokshitzer, Gribow, Altarelli und Parisi benannten Evolutionsgleichungen von Strukturfunktionen in der störungstheoretischen Quantenchromodynamik (QCD) bekannt (DGLAP-Gleichungen), diese finden Anwendung z. B. in Prozessen tiefinelastischer Streuung oder bei der Paarvernichtung. Er entwickelte die DGLAP-Gleichungen gemeinsam mit Gribow etwa 1972. Ebenso war er an der Entwicklung der BFKL-Gleichung beteiligt (mit Victor Fadin, E. A. Kuraev, Ya. Ya. Balitskii).
Lipatow beschäftigte sich auch mit dem Verhalten der Störungsreihe für hohe Ordnungen in Modell-Quantenfeldtheorien wie Skalarfeldern mit quartischer Selbstwechselwirkung ({\displaystyle {\phi }^{4}}-Theorien), bei denen er die wichtige Rolle von Instantonen aus der semiklassischen Näherung zeigte.
2001 erhielt er den Pomerantschuk-Preis, 2015 den High Energy and Particle Physics Prize. Er wurde 1997 korrespondierendes Mitglied der Russischen Akademie der Wissenschaften und war seit 2011 Vollmitglied.
Seine Grabstätte befindet sich auf dem Smolensker Friedhof in Sankt Petersburg.